# Jacques Chauvet
Jacques Chauvet, mathématicien du XVIe siècle, mort entre 1602 et 1604, d'origine champenoise, professeur de l'université de Paris, auteur d'une arithmétique et d'une pratique universelle de la géométrie. Il publie à partir de 1578.

## Biographie
On sait peu de chose de la vie de Jacques Chauvet. Un fils de Jacques Chauvet, professeur de « l'escripture » ordinaire du Roi et mathématicien, lui-même mathématicien, se marie en 1600 avec Léonor Le Roy. Lecteur et professeur ès sciences de mathématiques en l'Université de Paris, il a épousé Jeanne Musnier qui demeure, après lui, rue d'Écosse à Paris. Le 14 mai 1604, la veuve Chauvet signe son propre testament.

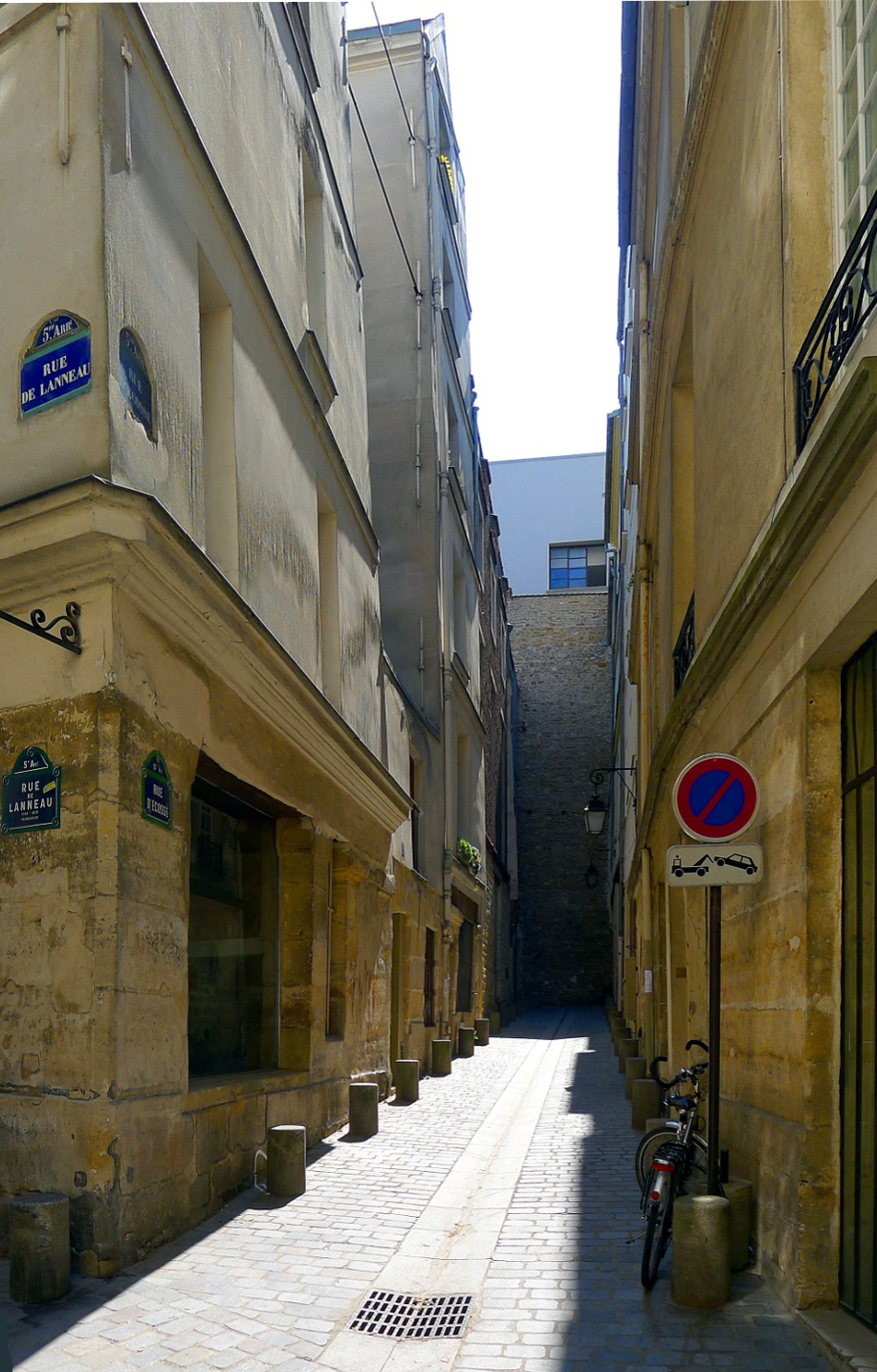
La rue d'Écosse de nos jours

Ce  contemporain de Jean Trenchant utilise de mot "cipher" pour désigner le zéro. L'influence italienne se faisant moins sentir à Paris qu'à Lyon. Son traité d'arithmétique n'est pas sans rappeler ceux que François Le Gendre édite un siècle plus tard. Son travail sera réimprimé par Pierre Taillefer,  et apprécié de Mersenne. Son travail a parfois été comparé à celui de Guillaume Gosselin.
Dans un de ces ouvrages, on trouve quelques épigrammes dédicatoires de la plume de Jean Dorat. À cette occasion, le poète affirme :
« Ciel, Soleil, lune, sous sols, marées toute la création est soumise aux degrés et aux nombres... »
Ce poème, écrit en latin compare élégamment Chauvet à un nouveau Pythagore ou à un nouvel Archimède.
« Si numeris Cœlum si Sol, si Luna moventur, Sidera si numeris tant que caduntque suis : Infera si superum numeris subjecta... »
Dans un autre de ces ouvrages, Jean Dorat livre une anagramme de Jacques Chauvet : « Au Ciel, tu as vacqué. »

## Œuvres
- Les Institutions de l'Arithmétique, de Jacques Chauvet Champenois, Professeur es Mathématiques en l'Université de Paris, divisées en quatre parties avec un petit traité des fractions astronomiques, publié à Paris, en 1578,chez Jérôme de Marnes, au mont Saint -Hilaire, à l'enseigne du Pélican (privilège du 28 novembre 1577). Dédié à monsieur Ruze, seigneur de Beaulieu, qu'il tient pour l'avoir encouragé à publier[7].

On y trouve l'exposé du système décimal entier, le moyen de sommer des progressions géométriques, la règle de trois, la preuve par neuf des diverses opérations, du travail sur les fractions arithmétique, y compris leur division et des conversions avec sol, denier, livre, aulnes et pintes, des règles vulgaires (partages proportionnels, règle d'allégation ou de compagnie), des règles de fausse position, des extractions de racines cubiques, des recherches de progressions géométriques, de fractions astronomiques, nombreux problèmes et exercices tirés de faits militaires ou marchands, ainsi qu'un problème original de découpe de 4888 par {\displaystyle 2^{20}}. Cet ouvrage a été souvent réédité à Paris (C. Roger, 1585, in-16° ; L. Bruneau, 1606, in-8° ; H. Hunot, 1606, in-8° ; M. Daniel, 1619, in-8°) ou à Rouen (A. Ouyn, 1631, in-8° ; M. de La Motte, 1636 et 1640, in-8°).
- Une Table général d'arithmétique, imprimée à Paris[9], chez Jérôme de Marnef et veuve Guillaume Cavellat, en 1581.

- Des élémens d'Euclide avec expositions et démonstrations faites sur cieux, par Jacques Chauvet, lecteur ordinaire es mathématiques en l'université de Paris, 1584[10].

- La pratiqve universelle de l'arpenterie de Jacques Chauvet Champenois,  contenant l'explication de parfaictement mesurer, arpenter, toiser, aulner & prendre le plant de la superfice de tous corps & figures de telles formes qu'ils soient, publiée en 1585, chez Henry Thierry.

- Instruction et usage du Cosmomètre, de Jacques Chauvet Champenois, publié en 1585, au mont Saint-Hilaire, à l'enseigne du Chaudron. Dédicacé à son protecteur Claude de Harville, Seigneur de Palaiseau, Baron de Nainville (1555 - 1636).

- La pratique universelle de géométrie, de Jacques Chauvet champenois, professeur & lecteur ordinaire és mathématiques, en l'université de Paris, contenant l'explication de son cosmomètre & de tous instrumens géometriques, avec les figures & démonstrations tres-utiles & necessaires pour l'intelligence d'iceux. Publiée en 1585 chez Jacques Le Roy. Travail d'arpentage, de construction de machines et d'instrumentation scientifique. Dédiée à Jacques Anglure, cette pratique est disponible ici :

- De la Sphère du monde, par Jacques Chauvet, Champenoys, professeur et lecteur ordinaire ès mathématiques en l'Université de Paris, publié en 1602, chez Séguier-Coislin à Saint-Germain[11].